# Aik Mual
Aik Mual is een bestuurslaag in het regentschap Centraal-Lombok van de provincie West-Nusa Tenggara, Indonesië. Aik Mual telt 8848 inwoners (volkstelling 2010).